# Eragrostis gloeophylla
Eragrostis gloeophylla är en gräsart som beskrevs av Sylvia Mabel Phillips. Eragrostis gloeophylla ingår i släktet kärleksgrässläktet, och familjen gräs. Inga underarter finns listade i Catalogue of Life.